# وزارت دفاع ایالات متحده آمریکا
وزارت دفاع ایالات متحده آمریکا (به انگلیسی: United States Department of Defense) یکی از پانزده وزارتخانه‌های دولت ایالات متحده آمریکا است.
این وزارتخانه، مسئول هماهنگی و نظارت بر همهٔ نهادها و کنش‌های دولتی که در رابطه مستقیم با امنیت ملی و نیروی نظامی ایالات متحده است، می‌باشد.
مقر پنتاگون در واشینگتن است. ساختمان پنتاگون به شکل پنج‌ضلعی است (پنتاگون در لغت به معنی پنج‌ضلعی می‌باشد) که در واقع پنج ساختمان به هم چسبیده است
وزارت دفاع توسط وزیر دفاع اداره می‌شود شخصی در سطح کابینه که مستقیماً به رئیس‌جمهور ایالات متحده گزارش می‌دهد. وزارت دفاع سه بخش زیر مجموعه دارد:وزارت ارتش، وزارت نیروی دریایی و وزارت نیروی هوایی. علاوه بر این، چهار سرویس اطلاعاتی ملی نیز زیرمجموعه وزارت دفاع هستند: آژانس اطلاعات دفاعی (DIA)، آژانس امنیت ملی (NSA)، آژانس ملی اطلاعات مکانی (NGA)، و دفتر ملی شناسایی (NRO). سایر آژانس‌های دفاعی شامل آژانس پروژه‌های تحقیقاتی پیشرفته دفاعی (DARPA)، آژانس لجستیک دفاعی (DLA)، آژانس دفاع موشکی (MDA)، آژانس بهداشت دفاعی (DHA)، آژانس کاهش تهدیدات دفاعی (DTRA)، ضد جاسوسی دفاعی و آژانس امنیت (DCSA)، آژانس توسعه فضایی (SDA) و آژانس حفاظت از نیروی پنتاگون (PFPA) که همگی زیرمجموعه وزیر دفاع هستند. علاوه بر این، آژانس مدیریت قراردادهای دفاعی (DCMA) مسئول مدیریت قراردادها برای وزارت دفاع است. عملیات‌های نظامی توسط یازده فرماندهی رزمی واحد منطقه ای یا عملیاتی مدیریت می‌شود. وزارت دفاع همچنین چندین مدرسه خدمات مشترک از جمله مدرسه آیزنهاور (ES) و کالج ملی جنگ را اداره می‌کند.

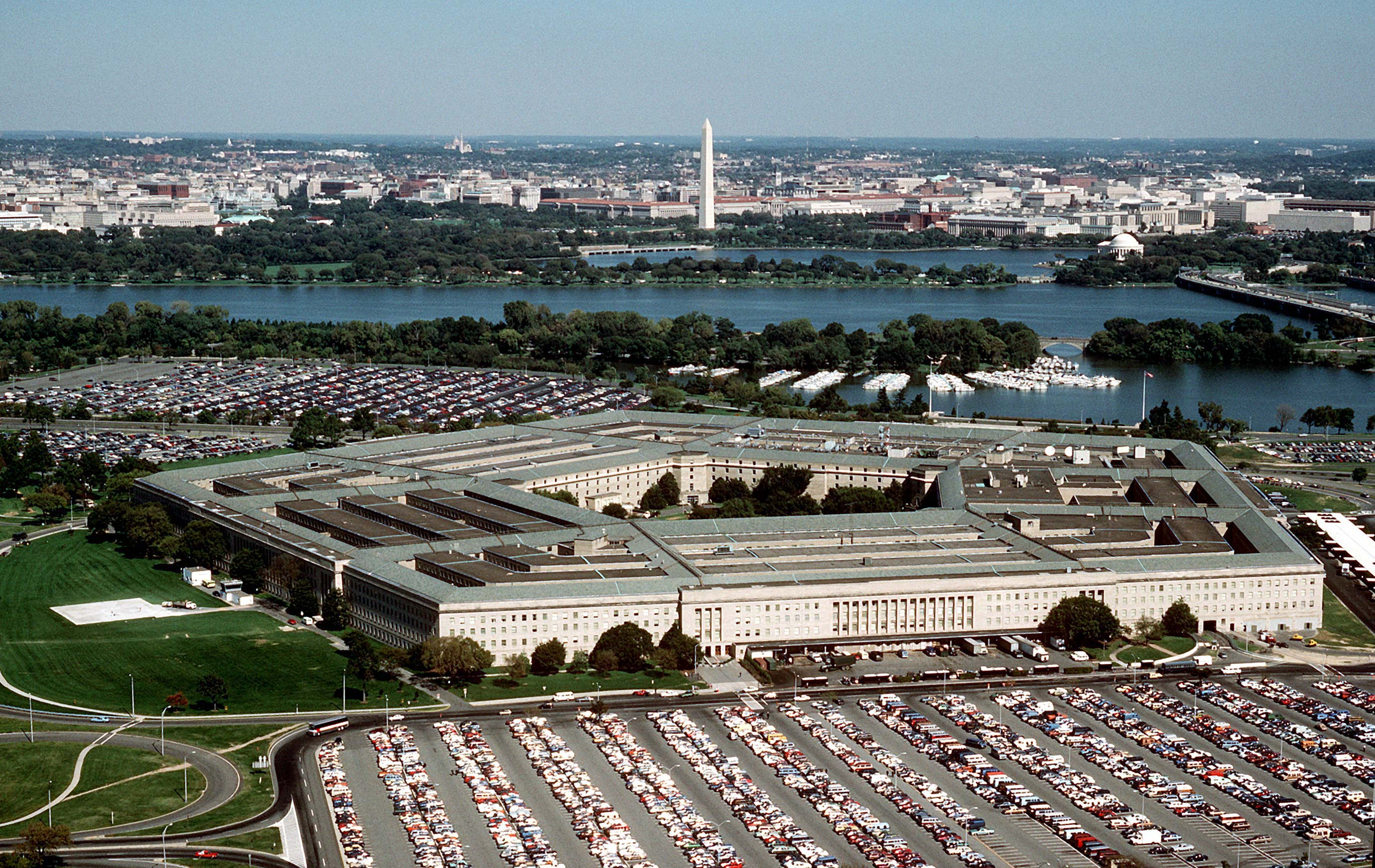
ساختمان پنتاگون